# Hongmen Shuiku
Hongmen Shuiku är en reservoar i Kina. Den ligger i provinsen Jiangxi, i den sydöstra delen av landet, omkring 160 kilometer sydost om provinshuvudstaden Nanchang. Hongmen Shuiku ligger 93 meter över havet. Arean är 35 kvadratkilometer. I omgivningarna runt Hongmen Shuiku växer i huvudsak blandskog. Den sträcker sig 17,1 kilometer i nord-sydlig riktning, och 15,4 kilometer i öst-västlig riktning.
Genomsnittlig årsnederbörd är 2 454 millimeter. Den regnigaste månaden är juni, med i genomsnitt 431 mm nederbörd, och den torraste är oktober, med 19 mm nederbörd.